# Die Jagdgesellschaft (Film)
Die Jagdgesellschaft ist ein DDR-Fernsehfilm aus dem Jahr 1966, der die Behandlung sowjetischer Kriegsgefangener in Deutschland während des Zweiten Weltkriegs thematisiert.

## Handlung
Das ostpreußische Gut Tharau im Winter 1943/44: Der alte Gutsbesitzer von Olbers hat die Leitung seines Gutes seiner Tochter Hella übertragen, bewirtschaftet wird es von sowjetischen Kriegsgefangenen, die im kalten Pferdestall leben müssen. Hellas Mann dient als Major an der Ostfront. Eines Tages erhält von Olbers ein Telegramm mit der Nachricht, dass die Einheit seines Schwiegersohnes kapituliert hat, verschweigt dies seiner Tochter aber zunächst. Am selben Tag geht er mit einigen Herren, darunter zwei Wehrmachts- und einem SS-Offizier, zu einer Jagdpartie.
Hella erfährt von ihrer Rendantin (einer Art Buchhalterin) Anne, dass einer der Gefangenen in der Nacht zuvor erfroren ist. Anne bringt den Gefangenen frisches Stroh, damit sie es in den nächsten Nächten etwas wärmer haben, obwohl Hella dies verboten hatte und das Gut eigentlich das Stroh an die Wehrmacht für die frierenden Frontsoldaten abliefern muss. Beim Abendessen mit der Jagdgesellschaft fällt Anne wegen ihrer menschlichen Haltung gegenüber den Gefangenen unangenehm auf. Als der SS-Obersturmführer Meißel von der Sache mit dem Stroh erfährt, droht er, den Vorfall zu melden, damit Anne bestraft wird. Hella und ihr Vater sind überzeugt, dass es Meißel dabei nicht um die frierenden Frontsoldaten, sondern um seine eigene Karriere geht. Einer der anderen Gäste ist Leutnant Wünsch, mit dem Anne so gut wie verlobt ist, der sie aber nicht verteidigt, was Anne enttäuscht.
Durch ein mitgehörtes Gespräch erfährt einer der Gefangenen, dass der Gutsverwalter Krawoleit, dem Anne bisher vertraut hat, ein Spitzel der Gestapo ist und Berichte an Meißel abliefert. Der Gefangene warnt Anne, dass man ihr eine Falle stellen und sie verhaften will.
Meißel lässt die Gefangenen im Pferdestall antreten und kontrolliert sie, dabei findet er Zeitungsmeldungen über den Rückzug der deutschen Truppen sowie ein Notizbuch mit Rechnungen und Aufzeichnungen über das Gut. Der Gefangene Oleg wird verhört und behauptet, die Zeitung und die Informationen über das Gut aus dem Papierkorb der Rendantur geklaut zu haben. Meißel glaubt aber, dass Oleg Anne schützen will und sie ihm die Sachen gegeben hat. Hella verteidigt Anne und ist empört über Meißels Verhalten. Sie glaubt, dieser wolle den Ruf ihres Gutes beschmutzen.
Die Schwester einer Bediensteten des Gutes hat gerade ein Kind bekommen, und Hella erfährt, dass Meißel der uneheliche Vater ist. Dadurch gewinnt sie wieder die Oberhand: Sie verlangt, dass er sich für sein Verhalten entschuldigt und Anne nicht weiter verfolgt, andernfalls wolle sie ihre Beziehungen einsetzen, um seine anstehende Beförderung zu verhindern. Sie kann allerdings nicht verhindern, dass er Oleg abführt, den nun wohl das Konzentrationslager oder die Hinrichtung erwartet.
Nachdem die Gäste gegangen sind, wirft Anne Hella vor, diese sei verantwortlich für den Tod des Gefangenen, da sie Annes wiederholte Bitten um bessere Lebensbedingungen für die Gefangenen ignorierte. Hella, die mehr Dankbarkeit von Anne erwartet hatte, entlässt sie.
Nun erfährt Hella von ihrem Vater, dass die Truppe ihres Mannes vor der herannahenden Roten Armee vorzeitig kapituliert hat und sein Verbleib ungewiss ist. Von Olbers befürchtet, er sei übergelaufen. Um seine Tochter zu schützen, empfiehlt er ihr, bei Verwandten unterzutauchen und die Verwaltung des Gutes Anne und Krawoleit zu überlassen.
Der Film endet mit einem russischen Lied, das die Gefangenen im Stall anstimmen: Sie hoffen auf ihre baldige Befreiung.

## Produktion
Der Film wurde vom Deutschen Fernsehfunk produziert und am 3. Mai 1966 zum ersten Mal ausgestrahlt. 2018 erschien er bei Studio Hamburg Enterprises auf DVD.